# Колвицкий заказник
Ко́лвицкий заказник — государственный природный заказник регионального значения на Кольском полуострове Мурманской области.
Образован 31 августа 1983 года постановлением исполнительного комитета Мурманского областного Совета народных депутатов номер 363. До 1994 года — государственный охотничий заказник.

## Расположение
Расположен в юго-западной части полуострова на территории Терского и Апатитского районов. Южная часть заказника находится между озёрами Кольвицкое и Нижнее Контозеро, простирается на север западным берегом реки Большой до южного окончания озера Большое Сайгозеро. Площадь заказника по официальным бумагам — 409 км², по карте — 452,3 км².
Точное описание пределов заказника — от северо-западного угла квартала 2 Колвицкого лесничества Кандалакшского лесхоза граница заказника проходит по северной просеке квартала 2 до внешней границы водоохранной зоны реки Большая, далее по этой границе на юго-восток до северной просеки квартала 67, затем граница заказника проходит по северной просеке квартала 67 на восток до северо-восточного угла квартала 67, затем по восточной просеке квартала 67 до северной просеки квартала 68 и отсюда по северным просекам кварталов 68, 69, 70, 71, затем по восточной просеке квартала 71 до северной просеки квартала 90, по северной просеке квартала 90, по восточным просекам кварталов 90, 111, затем по южным просекам кварталов 111, 110, 109 до пересечения с внешней границей водоохранной зоны озера Колвицкое, следует по границе водоохранной зоны озера на юг до границы сельскохозяйственных угодий совхоза «Кандалакшский». Проходит по границе сельскохозяйственных земель на запад до берега озера Колвицкое, затем по берегу озера до мыса Песчаный наволок, от мыса Песчаный наволок по акватории озера по прямой на устье реки Большая, включая в территорию заказника все острова, находящиеся в этой зоне, затем через пролив Бабья Салма к крайней восточной точке полуострова Перевозной наволок и по северному берегу этого полуострова на запад до устья ручья на просеке между кварталами 82 и 83, отсюда на запад по южному берегу ручья до пересечения с просекой между кварталами 81 и 82 и от этой точки по прямой на вершину горы Рисовская Иолга. Далее граница заказника идет по прямой линии к вершине горы с абс. отметкой 485, от этой вершины протягивается к озерку в трёх километрах на западе от вершины, проходит по озерку и идет по прямой на север к южному окончанию просеки между кварталами 47 и 48, по границе этих кварталов на север, затем по южной просеке кварталов 31 и 30, западной просеке кварталов 30, 16, 2 идет до северо-западного угла квартала 2.

## Описание
Главные цели заказника — сохранение природы заказника, мест обитания редких и исчезающих видов животных и растений, проведение научно-исследовательских работ и мероприятий по сохранению животного мира заказника, сохранение общего экологического баланса заказника. На охраняемых землях запрещена вырубка леса, любые промышленные работы, охота, загрязнение территории и проезд на механизированном транспорте. Разрешена рыбалка, сбор грибов и ягод.
Растительность заказника относится к таёжной, представленной высоковозрастными ельниками и сосновыми лесами. Много заболоченных участков рек и озёр. Произрастает порядка 400 видов сосудистых растений, в том числе, 8 видов орхидных и 150 видов лишайников. Из редких видов — калипсо луковичная, ладьян трехнадрезный, тайник сердцевидный, гудайера ползучая, пололепестник зеленый, шиповник иглистый, гвоздика пышная, кольская ольха и лишайник алектория отпрысковая. Более распространёнными растениями являются черёмуха, ольха, жимолость, кислая смородина, берёза, рябина, большое количество сфагновых мхов. В водоёмах заказника — рдест, ежеголовник, кувшинки и кубышки.
Из животных на охраняемой территории встречаются: рысь, росомаха, северный олень и ласка, из птиц — лебедь-кликун, сокол-сапсан, орлан-белохвост, скопа, пустельга, серый журавль, бородатая неясыть, воробьиный сыч, хрустан, оляпка и вяхирь, из пресмыкающихся — живородящая ящерица.